# Notiobiella viridinervis
Notiobiella viridinervis is een insect uit de familie van de bruine gaasvliegen (Hemerobiidae), die tot de orde netvleugeligen (Neuroptera) behoort. 
Notiobiella viridinervis is voor het eerst wetenschappelijk beschreven door Banks in 1913.